# Oncideres argentata
Oncideres argentata là một loài bọ cánh cứng trong họ Cerambycidae.